# Lonas
Lonas, monotipski rod glavočika smješten u tribus Anthemideae. Jedina je vrsta L. annua, grmić žutih cvjetova s Mediterana (Sardinija, Sicilija, Maroko, Alžir, Tunis),

## Sinonimi
- Achillea inodora L.
- Athanasia annua (L.) L.
- Lonas inodora Gaertn.
- Lonas minima Cass.
- Lonas umbellata Cass.
- Santolina annua L.